# Фененко, Михаил Яковлевич
Михаи́л Яковлевич Фене́нко (23 октября 1860 — предположительно 1918) — генерал-майор Русской императорской армии.
Герой Первой мировой войны.

## Биография
Православный. Из семьи потомственных дворян. Сын коллежского секретаря Якова Михайловича Фененко и Анны Петровны Фененко (Кравченко).

### Образование
Общее образование получил в Ярославской военной прогимназии (1878 г.). Окончил Тифлисское пехотное юнкерское училище в 1883 году. Выпущен в Елисаветпольский 156-й пехотный полк.

### Служба
В службу вступил 11.08.1878 г. Прапорщик (ст. 23.05.1883). Подпоручик (ст. 30.08.1884). Поручик (ст. 30.08.1888). Штабс-капитан (ап. 1899; ст. 15.03.1899; за отличие). Капитан (ст. 06.05.1900). На 01.01.1909 в том же чине и полку. Подполковник (ст. 26.02.1909). На 15.05.1913 в том же чине и полку. Полковник (пр. 06.06.1914; ст. 06.05.1914; за отличие по службе).
Участник мировой войны в составе того же полка. Командир Елисаветпольского 156-го пехотного полка (с 29.11.1915 по окт. 1917). На 01.08.1916 и 01.1917 в том же чине и должности. Генерал-майор (пр. 20.05.1917; ст. 03.02.1916; на осн. Георгиевского статута). С 22.10.1917 — командир 2-й бригады 39-й пехотной дивизии (1-й Кавказский армейский корпус).
После октябрьского переворота 1917 года 39-я пехотная дивизия организованно вышла из Турции (Сарыкамыш), где героически держала фронт, и оказалась в самом центре бурных революционных событий на Кубани. По непроверенным сведениям, генерал-майор М. Я. Фененко, вероятно, был убит «красными дербентцами» весной 1918 года вместе с другими офицерами дивизии на железнодорожной станции Ладожская (станица Ладожская на Кубани).

### Участие в боевых действиях

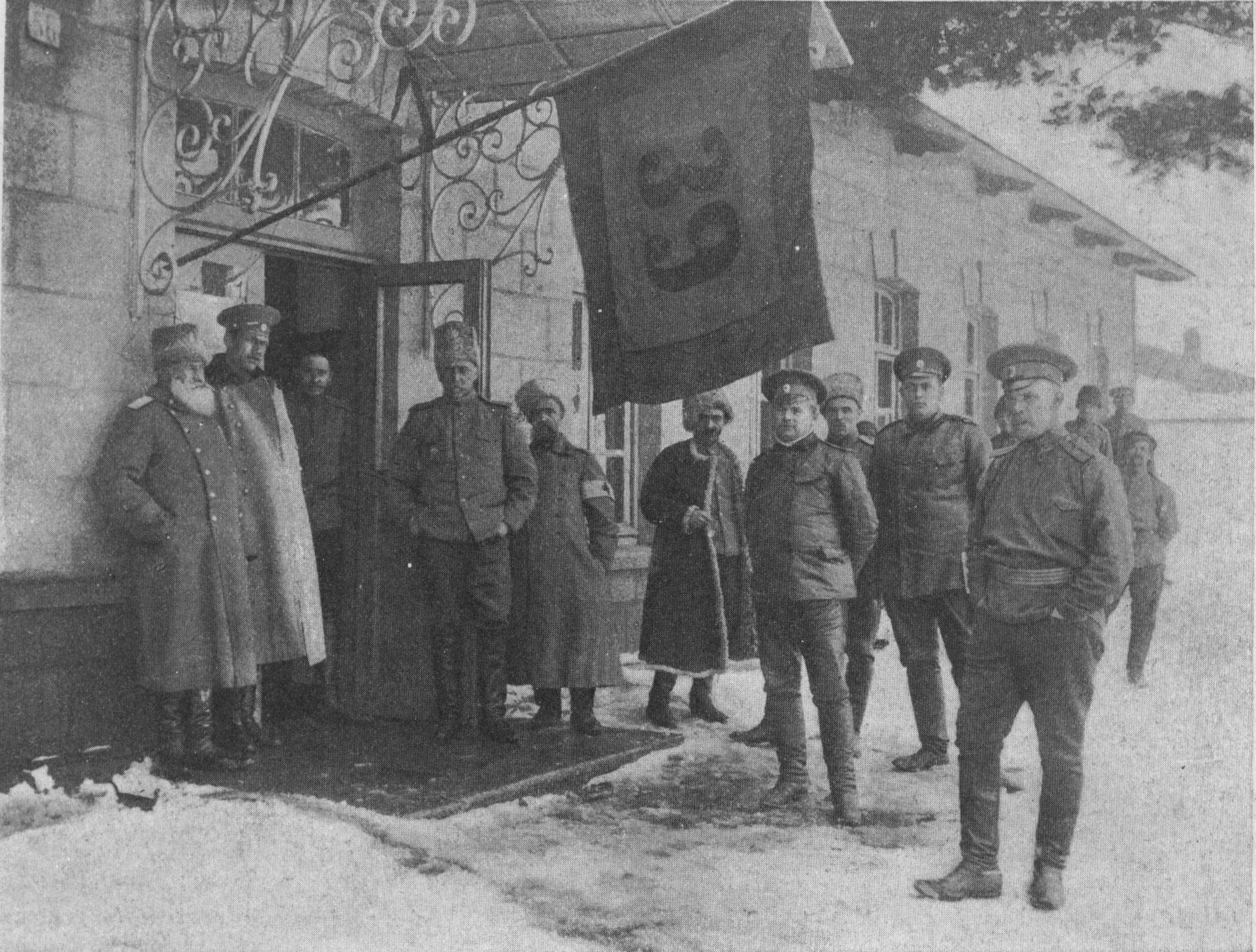
Штаб 39-й пехотной дивизии. Сарыкамыш.

I Кавказский корпус всю войну дрался на Кавказе. Им командовали генерал Берхман и генерал Калитин, 20-я пехотная дивизия вскоре его покинула. Что же касается богатырской 39-й, то каждый её полк стоил целой дивизии. Вспомним знаменитое дело дербентцев при Сарыкамыше, где рота Вашакидзе взяла Исхана-пашу и его трех начальников дивизий. Вспомним кубинцев при Азап-Кее, штурм Эрзерума — бакинцев Пирумова на Далангезе, елисаветпольцев Фененко при Чобан-Деде. А затем мамахатунские и эрзинджанские бои, где каждый из полков 39-й дивизии уничтожил по две дивизии отборной турецкой пехоты — дарданелльских победителей. Корпус взял за всю войну до 400 орудий, из них 265 — на штурме Эрзерума.— А. Керсновский. История русской армии

## Семья
- Жена — Крыжановская София Елисеевна.
- Сын — Фененко Георгий Михайлович (11 июня 1888 — ?).

Выпускник 2-го Киевского Николаевского военного училища. Выпуск 01.10.1915 — в прапорщики из юнкеров с зачислением по армейской пехоте. Участник 1-й мировой войны. Подпоручик (1916), 477-й пехотный Калязинский полк.
- Сын — Фененко Вадим Михайлович (1.08.1893 — январь 1942).

Участник 1-й мировой войны. Штабс-капитан 4-го Финляндского стрелкового полка. Награждён Орденом Святого Георгия IV-й степени, ВП от 01.09.1915 г.
В Добровольческой армии: с сентября 1918 г. в 9-й роте 1-го Офицерского генерала Маркова полка. Умер (погиб) в блокадном Ленинграде. Место захоронения неизвестно.

## Награды
- орден Св. Анны 3-й ст. (ВП 05.02.1906)
- орден Св. Станислава 2-й ст. (17.03.1913)
- орден Св. Владимира 4-й ст. (20.03.1914)
- мечи и бант к ордену Св. Владимира 4-й ст. (ВП 18.07.1915)
- орден Св. Анны 2-й ст. с мечами (ВП 27.11.1915)
- Георгиевское оружие (ВП 07.01.1916):

«Его Императорское Величество, въ присутствіи своемъ в Царской Ставке, Января 7-го дня 1916 года, соизволилъ отдать слѣдующій приказъ:
Утверждается пожалованіе Главнокомандующимъ Кавказскою арміею, за отличія в дѣлахъ противъ непріятеля, по удостоенію Местной Думы, изъ лицъ, имѣющихъ Георгіевское Оружіе,:
Георгіевскаго Оружія:
Командиру 156-го пѣхотнаго Елисаветпольскаго Генерала Князя Циціанова полка, Михаилу Фененко за то, что состоя штабъ-офицеромъ этого полка и будучи назначенъ начальникомъ весьма важнаго участка позиціи на высоте 808, около селенія Алтунъ-Булахъ, имѣя подъ своей командой около 3-хъ баталіоновъ пѣхоты съ пулеметами, въ теченіе 8 дней съ 19-го по 26-е Декабря 1914 года отбилъ цѣлый рядъ ожесточенныхъ атакъ турокъ, производимыхъ превосходными силами какъ днемъ, такъ и ночью.
Автор: Его Императорское Величество, 1916-01-07.»
- орден Св. Георгия 4-й ст. (ВП 09.07.1916):

«Государь Императоръ, по удостоенію Петроградской Думы ордена Святаго Георгія, Всемилостивѣйше соизволилъ пожаловать:
Орденъ Св. Великомученика и Побѣдоносца Георгія 4-й степени:
Командиру 156-го пѣхотнаго Елисаветпольскаго Генерала Князя Циціанова полка, Полковнику Михаилу Фененко за то, что, будучи назначенъ въ періодъ штурма Деве-Бойненскихъ позицій, съ 29-го Января по 3-е Февраля 1916 года начальникомъ правой штурмовой колонны, направленной для штурма форта Чобанъ-Деде, онъ, въ ночь съ 29-го на 30-е Января, штыковымъ ударомъ, неоднократно подвергая свою жизнь явной опасности отъ сильнаго ружейнаго и артиллерійскаго огня противника, сбилъ турокъ съ укрѣпленной передовой позиціи на горѣ Кузу-Кей-Тепеси, захвативъ при этомъ въ плѣнъ 108-й пѣхотный турецкій полкъ въ составѣ 450-ти нижнихъ чиновъ при 8-ми офицерахъ; вслѣдъ за тѣмъ послѣ ряда боевъ, въ ночь на 2-е Февраля, совмѣстно съ Бакинцами и Дербентцами, взялъ, послѣ ожесточенныхъ атакъ, фортъ Чобанъ-Деде, что повлекло за собой паденіе всѣхъ прочихъ фортовъ Деве-Бойненской позиціи.
Автор: Его Императорское Величество, 1916-07-09.»
- орден Св. Владимира 3-й ст. с мечами (ВП 09.08.1916)
- мечи к ордену Св. Станислава 2-й ст. (ВП 16.12.1916)
- Высочайшие благоволения ВП 05.07.1916 и 21.12.1916 (оба — за боевые отличия)
- Медаль "В память 300-летия царствования дома Романовых" (ВП 21.02.1913)
- Медаль "В память царствования императора Александра III" для ношения на груди на лентах Св. Александра Невского (ВП 01.08.1896)